# Anatolij Larjukov
Anatolij Vladimirovitj Larjukov (ryska: Анатолий Владимирович Ларюков), född 28 oktober 1970 i Ordzjonikidze (nuvarande Vladikavkaz), Ryssland, är en rysk och vitrysk judoutövare.
Han tog OS-brons i herrarnas lättvikt i samband med de olympiska judotävlingarna 2000 i Sydney.